# Jean Ier de Lorraine
Pour les articles homonymes, voir Jean de Lorraine et Jean Ier.
Jean Ier de Lorraine, né en février 1346, mort à Paris le 23 septembre 1390, fut duc de Lorraine de 1346 à 1390. Il était fils du duc Raoul et de Marie de Châtillon.

## Biographie
Six mois après sa naissance, son père Raoul fut tué à la bataille de Crécy et la régence fut assurée jusqu'en 1360 par sa mère et le comte Eberhard II de Wurtemberg.
En décembre 1353, pendant un séjour de l'empereur Charles IV de Luxembourg, Jean lui rend hommage pour le duché de Lorraine, et celui-ci le fit lieutenant général de l'Empire en pays mosellan.
Jean Ier participa aux côtés des chevaliers teutoniques à des Croisades contre les Lituaniens en 1356, puis de nouveau en 1365.
Il aida également le roi de France, combattit à la bataille de Poitiers le 19 septembre 1356, aida le dauphin Charles à mater la révolte des Parisiens, et assista à son sacre le 19 mai 1364 à Reims. Il partit également en Bretagne aider son oncle Charles de Blois à combattre le comte de Montfort, mais la guerre se termina par la bataille d'Auray, le 29 septembre 1364 : Charles de Blois fut tué, et Jean Ier et Bertrand Du Guesclin sont faits prisonniers. Dans les années qui suivirent, il aida Charles V, puis Charles VI à reconquérir les provinces perdues par le traité de Brétigny. En 1371, le duc Jean assiégea vainement la cité de Metz durant 3 mois, pillant et ravageant le Pays messin.
À la fin de son règne, Jean Ier prit ses distances avec la cour de France, d'abord parce qu'il devait lutter contre les grandes compagnies qui pillaient, entre autres, son duché, et d'autre part parce que les officiers royaux, en réglant des litiges entre le duc et la noblesse lorraine, tentaient de renforcer l'influence du roi. Il se rapprocha alors du duc de Bourgogne Philippe II le Hardi.
Jean Ier mourut à Paris le 22 septembre 1390 où il se trouvait pour défendre sa cause devant le Parlement de Paris, à la suite d'une accusation des habitants de Neufchâteau pour abus de pouvoir.

## Mariage et enfants

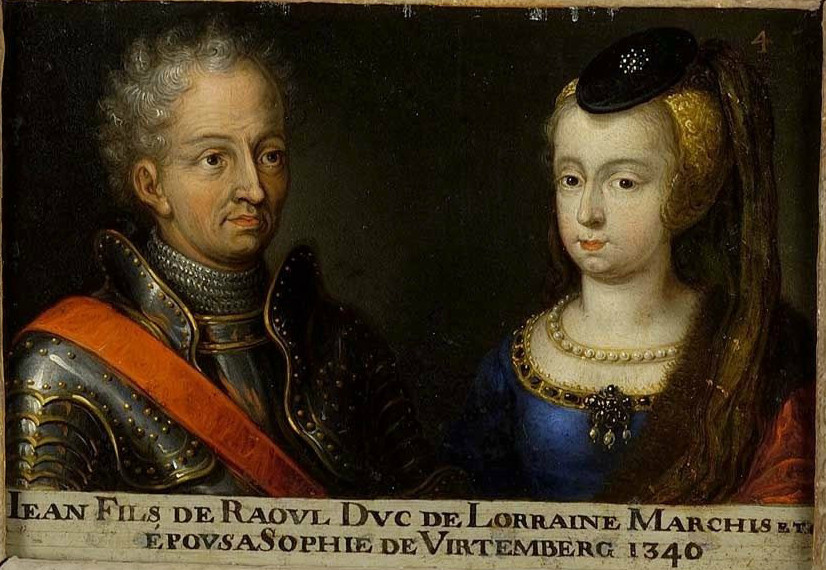
Jean Ier et son épouse Sophie de Wurtemberg (XVIIe siècle)

Il épouse en 1361 Sophie de Wurtemberg (1343 † 1369), fille d'Eberhard II, comte de Wurtemberg, et d'Elisabeth de Henneberg. Ils eurent :
- Charles II (1364 † 1431), duc de Lorraine
- Ferry Ier (1368 † 1415), comte de Vaudémont
- Isabelle, mariée en 1386 à Enguerrand VII († 1397) sire de Coucy

## Sigillographie

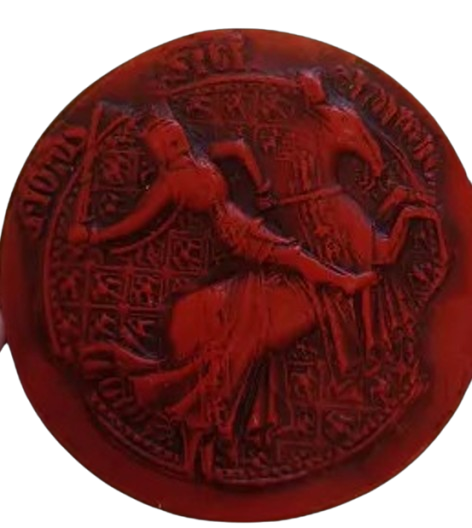
Jean Ier, duc de Lorraine, sur un sceau de 1367

De son vivant, Jean Ier est représenté sur plusieurs sceaux médiévaux. Sur celui-ci, il est figuré de la manière suivante « équestre à droite ; sur fond treillissé et semé d'alérions, le duc en armure sans écu, l'épée haute retenue par une chaîne, heaume ovoïde en tête, couronne fleurdelysée et alérion en cimier (aigle dressé, bec fermé, vol abaissé), lambrequin. La cotte du cavalier et la housse du cheval sont aux armes de Lorraine. le cheval porte la tête un petit heaume avec même cimier. »
La légende du sceau ci-contre, en latin est la suivante « SIGILLVM IOHANNIS DVCIS LOTHORINGIE ET MARCHIONIS ». En français, elle signifie « sceau de Jean, duc de Lorraine et marquis ».

## Sources
1. ↑  Henry Klipffel:  Metz, cité épiscopale et impériale (Xe au XVIe siècle). Un épisode de l’histoire du régime municipal dans les villes romanes de l’empire germanique, dans Mémoires de l'Académie royale de Belgique, 1867, 19 (pp.337-338).
2. 1 2  Jean-Christophe Blanchard, « Jean Ier de Lorraine - grand sceau - Duc de Lorraine - 1367/1372 » , sur sigilla.irht.cnrs.fr, 17 janvier 2018 (consulté le 17 mars 2025)

- Chroniques des maîtres échevins de Metz, 1475/80, folio 98Notices d'autorité :   - VIAF
  - GND
  - NUKAT
- Henry Bogdan, La Lorraine des ducs, sept siècles d'histoire, Perrin, 2005 [détail des éditions] (ISBN 2-262-02113-9)